# Малі Шигалі
Малі Шигалі́ (рос. Малые Шигали, чув. Кӗҫӗн Шăхаль) — виселок у складі Урмарського району Чувашії, Росія. Входить до складу Шигалинського сільського поселення.
Населення — 29 осіб (2010; 35 у 2002).
Національний склад:
- чуваші — 97 %

Стара назва — Колхоз Восход.